# GNOME Display Manager
GNOME Display Manager (GDM) is een beeldbeheerder voor het X Window System en Wayland. Op X is het een alternatief voor de standaard met het X Window System geleverde XDM. Configuratieproblemen van XDM oplossen komt meestal neer op het gebruik van de opdrachtregelinterface, iets waarop GDM inspeelt door instellingen aan te passen via een grafische interface.

## Functies
- Ondersteuning voor thema's
- Keuze tussen verschillende sessies bij aanmelden
- Automatisch aanmelden